# Rossel Vien
Pour les articles homonymes, voir Vien.
Rossel Vien est un écrivain, journaliste et traducteur né à Roberval (Québec) en 1929 et mort à Saint-Boniface (Manitoba) en 1992.

## Biographie
Métis d’ascendance montagnaise, Rossel Vien fait ses études classiques au Collège de Joliette et au Séminaire de philosophie de Montréal. Au début des années 1950, la faculté d’histoire de l’Université de la Saskatchewan retient son attention, mais c’est surtout la radio qui le passionne. Il travaille d’abord au poste CFNS de Saskatoon jusqu’en 1957, puis à la radio de CKSB jusqu’en 1973. Parallèlement il poursuit un travail de journaliste écrit dans des journaux hebdomadaires (Le Courrier de Saint-Vital, The Moccasin Telegraph et La Liberté). Non dépourvu d’érudition, il consacre également de son temps à titre de chercheur et d’archiviste et collabore avec Annette Saint-Pierre à la publication du Répertoire littéraire de l’Ouest canadien. Ses activités ne l’empêchent pas de poursuivre une œuvre forte au style poétique sans compromis. Évoluant dans un milieu culturel étroit, certains le jalousent. Contraint à l’ostracisme, il publie sous des pseudonymes (dont Gilles Delanaudière et Gilles Valais). Son œuvre révèle un homme tiraillé qui rend bien le malaise de l’apatride dans son propre pays (Les Deux Frères, 1982 ; Les Deux Sœurs, 1985 ; Le Fils Unique, 1990). Rossel Vien connut une fin tragique en 1992 : atteint d’un malaise, il s’effondre sur son perron durant la saison hivernale. À demi-conscient, il y reste pendant trois jours à l’insu des passants.